# Ибрагим I
Ибраги́м I (осман. ابراهيم اول‎ / İbrâhîm-i evvel, тур. Birinci İbrahim; 4 ноября 1615, Стамбул — 12 августа 1648, там же) — восемнадцатый султан Османской империи (1640—1648), отец султанов Мехмеда IV, Сулеймана II и Ахмеда II.  
Имел прозвище Дели (Безумный). Был третьим правившим сыном Ахмеда I и вторым правившим сыном Кёсем-султан. Во время его правления был отбит у казаков Азов (Азовское сидение) и начата Турецко-венецианская война (1645—1669). Сумев настроить против себя всех, включая собственную мать, был свергнут в результате переворота и вскоре убит. Трое из его сыновей были султанами после него.

## Биография

### Происхождение и ранние годы
Отцом Ибрагима был султан Ахмед I, матерью — его любимая фаворитка Кёсем-султан. Ибрагим не был старшим сыном, однако при интронизации Османа II в 1618 году он не был убит, поскольку был ещё мал возрастом, а Осман II не имел наследников; Мурад IV же не считал брата опасным из-за болезни. Однако большую часть своей жизни до восшествия на престол шехзаде Ибрагим провёл практически в заключении, под охраной, а последние четыре года — в кафесе, где прислуживали ему немые и глухие евнухи. На его памяти прошли казнь шехзаде Мехмеда, два свержения султана Мустафы I, свержение и жестокое убийство Османа II, казнь двух его братьев, Баязида и Сулеймана, по приказу Мурада. Перед смертью Мурад IV приказал убить и Ибрагима, он даже получил у шейх уль-ислама Яхьи-эфенди фетву на казнь брата. Ходили слухи, что Мурад хотел передать трон бывшему крымскому хану, жившему на Родосе. Кёсем-султан сумела спасти Ибрагима, уговорив великого визиря не убивать единственного законного наследника. Эти потрясения не могли пройти бесследно для его слабой психики. Ибрагим не имел опыта общения с кем-либо за пределами гарема. Когда к нему пришли, чтобы объявить султаном, он испугался и решил, что посланцы — это палачи, посланные Мурадом. Даже мать не смогла убедить его. Забаррикадировавшись в своей клетке, Ибрагим открыл её только после того, как ему принесли тело умершего брата.

### Начало правления
Все назначенные Мурадом чиновники остались на своих местах, поэтому основные направления деятельности не изменились. Первые четыре года царствования Ибрагима в империи наблюдалась некоторая стабильность, благодаря его решению сохранить в должности Кеманкеша Кара Мустафу-пашу, великого визиря при Мураде, который продолжил начатые ранее реформы. Они обеспечили экономическое восстановление, подорванное военными кампаниями при Мураде. В рамках реформ Мустафа-паша произвёл изменение налоговой системы, сократил количество янычар и сипахов, стабилизировал монету и требовал строгого учёта денежных операций. Он также выпустил подробный кодекс (narh defteri) для торговли и восстановил централизованную власть над непокорными бейлербеями в провинциях. Мустафа-паша значительно сократил число персон, получавших выплаты из казны без какой-либо службы. Хотя Ибрагим предоставил визирям возможность действовать самостоятельно, на первых порах он регулярно знакомился с отчётами великого визиря. Ответные собственноручно написанные письма Ибрагима показывают, что, вопреки распространённому мнению, он имел некоторое образование и пытался сохранить контроль над управлением. Он часто инкогнито осматривал рынки столицы, а затем приказывал великому визирю исправить замеченные нарушения. Однако Ибрагим был склонен подпадать под влияние своих фаворитов, мнение которых, в итоге, стало подменять мнение султана.
В начале правления Ибрагима Кёсем-султан, будучи валиде и главной в гареме, снова получила власть, которую она потеряла во время правления Мурада IV. Поскольку со временем Ибрагим перестал вникать в государственные дела, управление государством осуществлялось великим визирем Кеманкешем Кара Мустафой-пашой и валиде Кёсем-султан.
Династия была под угрозой исчезновения, поскольку наследников у Ибрагима не было — ни одного потомка Османа I по мужской линии не было в живых (за исключением потомства Джема) благодаря практике братоубийства («закон Фатиха»). При этом выяснилось, что новоявленный султан не представляет себе, каким образом и вследствие чего рождаются дети. Женщин Ибрагим боялся и избегал, поскольку его взросление прошло в заточении. Для того, чтобы «вылечить» султана, Кёсем пригласила Джинжи-ходжу — авантюриста, которого называют «османским Распутиным». Настоящим именем Джинжди-ходжи было Карабашзаде Хюсейн-эфенди. Он был известен как целитель, и совместные труды Джинджи и Кёсем принесли плоды. Джинжи-ходжа снабжал Ибрагима снадобьями, а Кёсем-султан — девушками. Вскоре Ибрагим занимался исключительно производством наследников.

### Осада Азова
В 1637 году казаки захватили Азов, воспользовавшись тем, что Мурад IV вёл Персидскую кампанию, оттягивавшую силы, и перебили всех его защитников и жителей. Посланник султана в России, Фома Кантакузин, был ими убит ещё до захвата города, так как его нахождение недалеко от Азова казаки сочли подозрительным и обвинили в попытках связаться с осаждёнными. Московский царь Михаил Фёдорович был поставлен в известность о происшедшем донесением, посланном казаками: «Отпусти нам, Государь вины наши. Мы без твоего повеления взяли Азов и убили изменника турецкого посла». Сразу же из Москвы в Стамбул была отправлена грамота с соболезнованием и негодованием на действия казаков: «Мы с Вами, братом нашим, хотим быть в крепкой дружбе».
Уже при Ибрагиме в 1641 году великий визирь отправил армию во главе с Хюсейном-пашой на помощь крымскому хану, которая осадила Азов 7 июня. За время осады, длившейся больше трёх месяцев, турецко-татарская армия понесла большие потери, серьёзный урон понесли и казаки. Несколько раз они обращались к царю с просьбой «принять город под свою руку». Созванный в Москве специально по этому случаю в начале 1642 года Земский собор принял решение о невозможности отправить войско в Азов в связи с нехваткой средств. 30 апреля царь послал казакам грамоту с повелением сдать город. В мае казаки ушли из крепости, разрушив оставшиеся укрепления. Боярин Илья Милославский с дьяком Леонтием Лазаревским в 1643 году был прислан из Москвы в Стамбул для налаживания отношений.

### Великие визири
Если в начале правления Ибрагима Кеманкеш Кара Мустафа-паша и Кёсем-султан действовали согласованно и сообща, то с течением времени их отношения накалились. В год завоевания Азова, великий визирь Кара Мустафа избавился от капудана Силахдара Мустафы-паши, бывшего ранее любимцем Мурада IV, которого Кёсем планировала женить на дочери Мурада, Кае-султан. Как фаворит султана Силахдар-паша был влиятелен в правление Мурада и, несмотря на смерть своего покровителя, сохранил позиции, наладив связи с валиде-султан. Силахдар-паша накопил в дни фавора большое богатство. Помимо прочего, он присвоил восемьдесят тысяч дукатов (ежегодную дань Кипра), которые должен был использовать для содержания армии. Кара Мустафа-паша воспользовался случаем и обвинил Силахдара-пашу перед султаном без согласования с Кёсем. 22 января 1646 года Силахдар-паша был казнён. Богатства, накопленные им, нашлись в его доме в Стамбуле. Валиде-султан защищала Силахдара-пашу и эту казнь восприняла как вызов.
Против великого визиря сложился триумвират, состоявший из визиря Султанзаде Мехмеда-паши, музахиба султана Юсуфа-паши и Джинджи-ходжи. Всем вместе им удалось убедить Ибрагима, что великий визирь стал врагом государства и лично султана. 31 января 1644 года Кара Мустафа-паша был смещён и удавлен во дворце. Было объявлено, что он скончался от апоплексического удара.
После казни Кеманкеш Кара Мустафы-паши новым великим визирем стал Султанзаде Мехмед-паша, который и по отцу, и по матери был потомком Сулеймана I и Роксоланы. В 1645 году он выступал против начала войны с Венецианской республикой за остров Крит. Несмотря на это, султан Ибрагим приказал начать военные действия на Крите, а 17 декабря 1645 года Султанзаде Мехмед-паша был отстранён от должности великого визиря и вскоре назначен командующим (сардаром) турецкой армии в военной кампании на Крите. За последующие три года Ибрагим часто менял великих визирей: после Султанзаде Мехмеда-паши был назначен Невесинли Салих-паша (17 декабря 1645—1647), затем Кара Муса-паша (16—21 сентября 1647), к августу 1648 года великим визирем был Хезарпаре Ахмед-паша (21 сентября 1647 — 7 августа 1648).

### Кормилица шехзаде Мехмеда

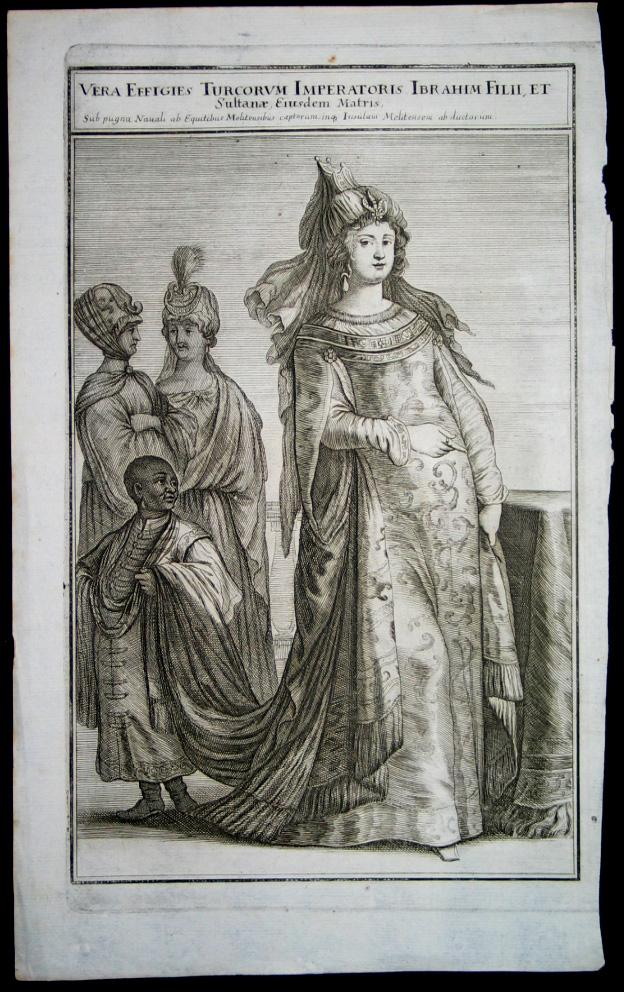
Гравюра 1647 года из Theatrum Europaeum, изображающая женщину, взятую с сыном в плен после битвы 28 сентября 1644 года. Европейцы полагали, что это наложница Ибрагима, мать его сына. По другим данным — это кормилица шехзаде Мехмета, рабыня кизляра-аги

Во второй половине царствования поступки Ибрагима стали непредсказуемы, с ним происходили приступы бешенства. Один из таких приступов оказался описан современниками и историками. Эта история касается сына и наследника Ибрагима — шехзаде Мехмеда. После рождения сына к нему приставляли кормилицу. Кормилицей Мехмеда стала невольница кизляра-аги, главы чёрных евнухов. Она была приобретена кизляром-агой, не подозревавшим, что она беременна. Вскоре молодая женщина благополучно родила сына. Кизляр-ага привязался к девушке и ребёнку настолько, что усыновил его. Поскольку кормилица с ребёнком жила в гареме, Ибрагим часто их видел и тоже привязался к мальчику. Ему доставляло удовольствие играть и забавляться с малышом более, чем со своим сыном. Мать шехзаде Мехмеда, Турхан-султан, приревновала и выразила своё негодование. Ибрагим пришёл в ярость, выхватив сына из рук его матери, он швырнул его в бассейн (по другим источникам — в фонтан). Мехмед сильно ударился головой о бортик и чуть не утонул. Евнухи спасли наследника, но на всю жизнь у него на лбу остался шрам. После этой истории кизляр-ага со своей рабыней и её ребёнком отправился в хадж с частью женщин султанского гарема. Однако 28 сентября 1644 года эскадра мальтийских рыцарей захватила их корабль, и кизляр-ага был убит. Рабыня кизляр-аги тоже погибла, но была принята рыцарями за жену султана, а её ребёнок — за сына султана, поскольку они были одеты роскошнее других, и сопровождающие вели себя с ними как с членами семьи султана (Историк Алдерсон ошибочно записал эту женщину под именем Зафире среди наложниц Ибрагима). Ибрагим был в бешенстве.

### Критская война
Считается, что война была спровоцирована инцидентом с турецкими паломниками. Между Венецией и Османской империей существовало соглашение о противодействии пиратам. Нападение кораблей ордена на судно с людьми из окружения султана было воспринято как пиратский акт. Мальтийские корабли после нападения нашли стоянку на Крите, несмотря на то, что наместник Крита лично требовал от них покинуть остров, предвидя возможные осложнения. Как он и предполагал, все претензии Стамбула были предъявлены Венеции. Начавшаяся война вылилась в два десятилетия осады Крита.

### Свержение и смерть
В декабре 1647 года Ибрагим женился на своей наложнице Хюмашах-султан. У него уже было несколько наложниц-хасеки, но Хюмашах он особенно полюбил и решил заключить с ней никях. Против этого брака выступили султанши Исмихан Кая-султан, Айше, Ханзаде и Фатьма. Ибрагим конфисковал их имущество и подарил его своей новоиспечённой супруге. Кроме того, им было урезано жалование, полагавшееся всем членам династии: так наложницы Ибрагима получали 1000—1300 акче в день, в то время как султанши получали не более 400 акче. В итоге он поссорился даже со своей матерью, которую выслал сначала в летний домик за пределами Топкапы. Затем Ибрагим узнал о том, что Кёсем и великий визирь планируют его сместить, визиря он казнил, а мать переселил в сады Искендера-челеби.

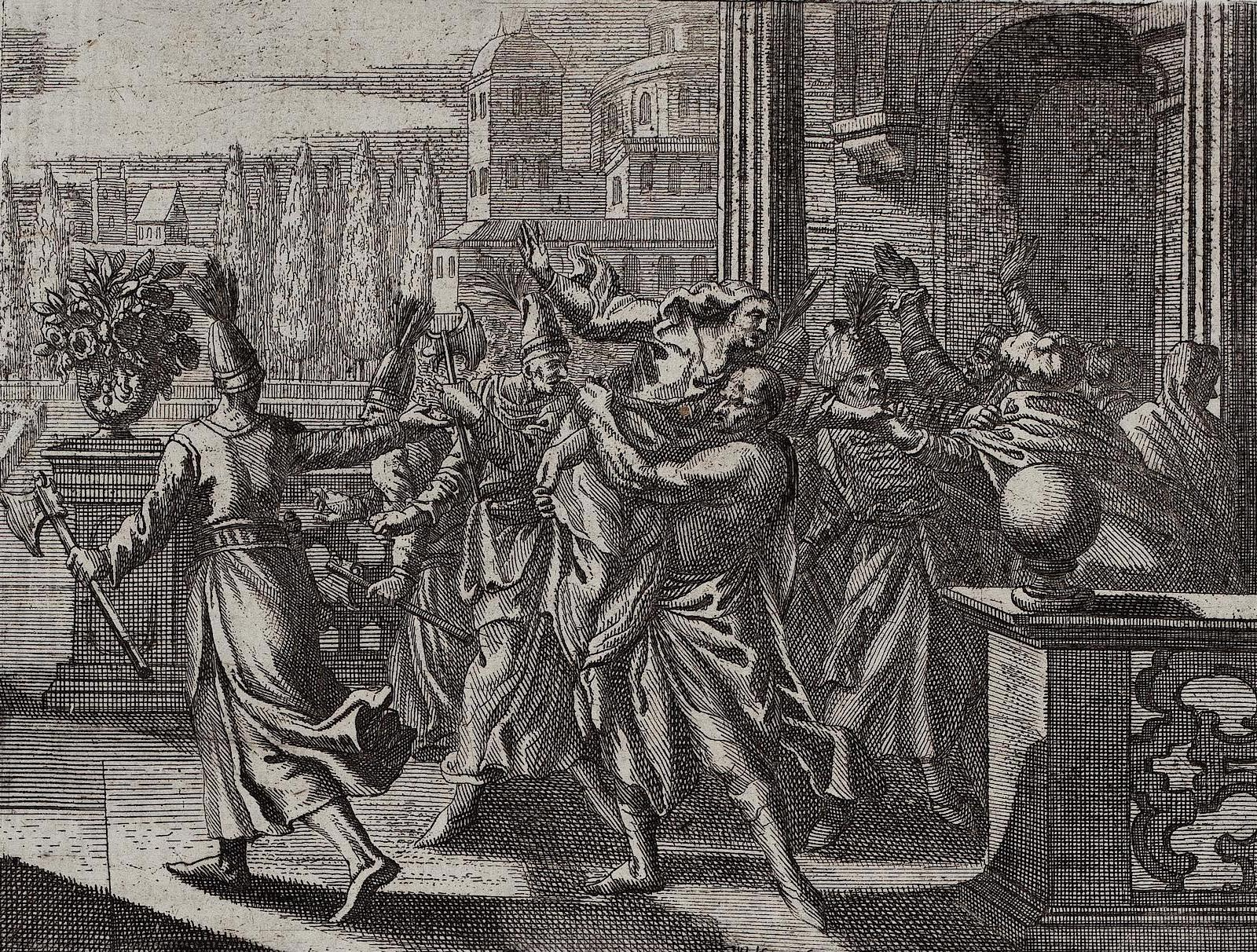
Похищение дочери шейх-аль-ислама по приказу Ибрагима.

В 1648 году Ибрагиму рассказали про красивую дочь шейх уль-ислама Муида Ахмеда-эфенди, и Ибрагим решил её заполучить, однако отец девушки и она сама не стремились к такому союзу. По приказанию Ибрагима девушку схватили и доставили к нему, однако вскоре он отослал её обратно к отцу. Это было оскорбление не только для семьи шейх уль-ислама, но и для всех улемов.
Недовольные Ибрагимом составили заговор. В него вошли шейх уль-ислам, имамы, янычары, члены дивана и Кёсем-султан. Активные действия начались 7 августа 1648 года, когда ага янычар во главе толпы янычар явился во дворец и потребовал от Ибрагима выслушать их требования, среди которых была отставка великого визиря. Испуганный Ибрагим согласился. Великий визирь Ахмед-паша попытался спастись и спрятаться, однако его поймали и убили. Тело вытащили на Ипподром и разрубили на части, а бывшему визирю присвоили прозвище «хезарпаре» — тысяча кусков. Был назначен новый великий визирь, Софу Мехмед-паша, ага сипахов, кандидатура которого была выдвинута бунтующими. Когда на следующий день новый, назначенный по требованию имамов и янычар великий визирь пришёл к Ибрагиму, тот набросился на него и вцепился в бороду, называя псом и обвиняя в заговоре и бунте. Сопровождавшие визиря офицеры оттащили визиря от взбешённого султана.
Янычары и сипахи собрались в Ая-Софии. Шейх уль-ислам произнёс речь, обвиняя Ибрагима в ужасном состоянии империи, военных неудачах, беззаконии и рассказал о приёме, оказанном Ибрагимом новому великому визирю. Великий визирь публично предложил шейх уль-исламу издать фетву с требованием Ибрагиму предстать перед собравшимися и отчитаться. Фетва была подготовлена, и ага янычар, в сопровождении двух кадиаскеров отправился к Ибрагиму. Все янычары, собравшиеся на Ипподроме, пошли к дворцу и завладели внешним двором. Высшие офицеры вошли во второй двор и объявили бостанджи и капыджибаши (охранникам), чтобы они не сопротивлялись, или их всех зарубят. Ибрагим разорвал фетву на куски и угрожал убить шейх уль-ислама, но ага янычар заявил, что жизнь султана в большей опасности, чем муфтия. В страхе Ибрагим бросился к матери, которой перед этим разрешил вернуться из Старого дворца. Накануне лидеры бунта сообщили Кёсем, что единственный способ сохранить Ибрагиму жизнь, это убедить его отречься от престола.
Между тем ага янычар и два кадиаскера вернулись в Ая-Софию. После их рассказа шейх уль-ислам предоставил новую фетву, согласно которой султан, нарушавший все законы Корана, был неверным и больше не имел права командовать мусульманами. После этого решения вся толпа двинулась ко дворцу. По прибытии бунтовщики приказали чёрным евнухам взять Ибрагима и привести его. Главный муфтий пообещал валиде-султан накануне, что позволит бывшему султану жить, и все те, кто способствовал свержению Ибрагима, тоже согласились не лишать его жизни. Муфтий, великий визирь  и  ага янычар сделали знак ичогланам (пажам), чтобы те тащили бывшего султана в клетку, которая уже была подготовлена. Как только он вошёл, двери и окна были забиты гвоздями: осталось только небольшое отверстие для передачи еды. Сразу же после этого Мехмед IV, которому не было и семи лет, был объявлен султаном. Через несколько дней, несмотря на данное Кёсем-султан обещание, шейх уль-ислам издал фетву, согласно которой Ибрагима надо было казнить. 17 августа бывшего султана задушили.
Д. Грэбер, не указывая источников, утверждал, что султан "приказал связать весь свой гарем в тяжелые мешки и утопить".

## Семья
У Ибрагима был большой гарем, однако известны имена лишь части наложниц. С одной из них Ибрагим заключил законный брак.
- Турхан-султан (1627 — 5 июля[40] 1682[36]; валиде-султан)[41]

- Мехмед IV (2 января 1642 — 6 января 1693)
- Шехзаде Ахмед (р. после 1643 — ум. в младенчестве)
- Гевхерхан-султан (1642 — 27 октября 1694) — с 1647 года была замужем за Чавушзаде Мехмедом-пашой (ум. в мае 1681); с 1692 года была замужем за Палабыйыком Юсуфом-пашой (ум. 1714).
- Бейхан-султан (1645 — 15 декабря 1700) — с 1646 года была замужем за Кючюк Хасаном-пашой (ум. 1647); с 16 сентября 1647 года была замужем за великим визирем Хезарпаре Ахмедом-пашой (казнён 7 августа 1648), сын которого был обручён с одной из сестёр Бейхан; до 1683 года была замужем за Узун Ибрагимом-пашой (казнён в 1683); с 1689 года была замужем за Быйыклы Мустафой-пашой (ум. 9 января 1699).
- Атике-султан (ум. в правление Мехмеда IV) — с 1646 года была замужем за Джафером-пашой (ум. в декабре 1647); с 1648 года была замужем за капуданом Топаль Кенаном-пашой (ум. 17 февраля 1659); с 1659 года была замужем за Шехит Исмаилом-пашой (ум. в апреле 1666).

- Салиха Дилашуб-султан (ум. 5 ноября 1689[48]; валиде-султан)[41]

- Сулейман II (15 апреля/25 мая 1642 — 22/23 июня или 12 июля 1691)
- Уммюгюльсюм-султан — с 1653/1654 года была замужем за мирахуром Абазой Ахмедом-пашой (ум. 13 ноября 1656).
- Айше-султан (1646 — ум. в правление султана Мехмеда IV) — с 28 февраля 1655 года была замужем за великим визирем Ибшир Мустафой-пашой (1607 — казнён 11 мая 1655).

- Хатидже Муаззез-султан (ум. 12 сентября 1687[36])[41]

- Ахмед II (25 февраля 1643 — 7 февраля 1695)
- Фатьма-султан (сентябрь 1642—1682) — с января 1645 года была замужем за капуданом Мусахип Юсуфом-пашой (казнён 22 января 1646); с 23 февраля 1646 года была обручена с капуданом Фазылом-пашой (ум. 1657)

- Айше-султан[41]

- Шехзаде Мурад (22 марта или апрель 1643 — январь 1644)

- Мах-и Энвер-султан[41]

- Шехзаде Осман (август 1644 — 1646)
- Кая-султан (1642 — ?) — с октября 1649 года была замужем за Хайдарагазаде Мехмедом-пашой (казнён в июне 1661).

- Шивекар-султан[41] (ум. 1693[36]) — была армянкой по происхождению и, по слухам, весила 150 кг[55].

- Шехзаде Баязид (1 мая 1646 — август 1647)
- Шехзаде Джихангир (14 декабря 1646 — 1 декабря или 1 февраля 1648)

- Сачбагли-султан[36]

- Шехзаде Селим (19 марта 1644 — сентябрь/октябрь 1669)
- Биджан-султан (1648—1675)

- Телли Хюма Шах-султан[58] — в 1647 году Ибрагим заключил с ней официальный брак[59].

- Шехзаде Орхан (сентябрь/октябрь 1648 — январь 1650)

- Хубьяр-хатун — после смерти Ибрагима вышла замуж за Ибрагима-пашу, сына Мустафы Чауша[61]
- Полие-хатун[36]
- Сакызула-хатун[36]
- Шекерпаре-хатун (ум. 1648[36]/1649[62]) — согласно Эвлие Челеби, за два месяца до свержения султана была выслана в Египет, где вышла замуж за Кара Мусу-пашу, казнённого в 1649 году.
- Зафире-хатун[36]
- ? — дочь шейх-уль-ислама Муида Ахмеда-эфенди[36].

- Мать неизвестна:

- Дочь (1640 — ?;— с 6 августа 1648 года была обручена с Баки-беем, сыном великого визиря Хезарпаре Ахмеда-паши.
- Дочь — с декабря 1666 года была замужем за Джеррах Касымом-пашой (ум. 1676).

## Киновоплощения
- В турецком фильме «Махпейкер» (2010) роль султана Ибрагима исполнил Сертач Экичи[63].
- В турецком сериале «Великолепный век: Кёсем Султан» (2015—2017) роль зрелого Ибрагима исполнил Тугай Мерджан[64].
- В фильме «Три тысячи лет желаний» (2022) роль Ибрагима исполнил Джек Бредди.